# CIMN-FM
CIMN était une station de radio canadienne du campus de l'Université de l'Île du Prince-Édouard à Charlottetown, Île du Prince-Édouard.
La station débuta comme une "station de très peu de pouvoir", connue comme Radio UPEI et fonctionnait du plancher supérieur de l'édifice administratif en 1970. Les émetteurs étaient fait maison et fait de semi-conducteurs. En 1972, l'union des étudiants de UÎPÉ financèrent des améliorations au système et de pouvoir bas de 700 kHz utilisant le code de station CSUR. Ceci était en conflit avec les allocations de codes internationaux (le préfixe ITU CS est assigné au Portugal, et non au Canada), alors, une nouvelle application fut faite pour le code CIMN (Campus Information Music & News).
Une série de transmetteurs, utilisant les fils électriques des édifices comme un système d'antennes, sont situés dans plusieurs résidences. Un ensemble de salles de contrôle et de studios de production situés sur le 4e plancher de l'édifice principal fut le lieu d'opération pour plusieurs années. La station débutât à diffuser sur le système de télévision par câble dans les domiciles de la région.
En 1982, les studios furent déménagés à la Barn, qui abritait les bureaux de l'union des étudiants et les quartiers pour les activités des étudiants sur le campus.
La station reçut un permis de Radio FM en 1995 pour émettre à 90,3 MHz, et à ce moment, les problèmes légaux débutèrent. CIMN devint la première station canadienne sans un employé à plein temps, à avoir un permis pour diffuser par le Conseil de la radiodiffusion et des télécommunications canadiennes (CRTC).
Finalement, la station fut fermée en 1999-2000 après un conflit avec l'union des étudiants de UÎPÉ. Peu après, la vieille 'Barn' fut condamnée et démolie. Les archives de la collection de musique de CIMN, incluant environ 10 000 disques en vinyle rares et des disques compacts, furent serrés dans deux réserves barrées sur le troisième plancher de l'édifice. Il est soupçonné que la collection fut probablement détruite quand l'édifice tomba.
Depuis ce temps, plusieurs voudraient rouvrir la station, mais les récentes innovations avec le média Internet, surtout le podcasting, semble avoir arrêté l'intérêt. Au cas que la station recommençait ses opérations, la station devrait faire la demande de nouveau pour un permis, car son ancien permis a expiré en août 2000 et n'a pas été renouvelé.